# Leonardtown (Maryland)
Leonardtown es un pueblo ubicado en el condado de Saint Mary en el estado estadounidense de Maryland, también es la capital del condado. En el año 2010 tenía una población de 2930 habitantes y una densidad poblacional de 366,25 personas por km².

## Geografía
Leonardtown se encuentra ubicado en las coordenadas 38°17′43″N 76°38′17″O / 38.29528, -76.63806.

## Demografía
Según la Oficina del Censo en 2000 los ingresos medios por hogar en la localidad eran de $35.563 y los ingresos medios por familia eran $42.083. Los hombres tenían unos ingresos medios de $35.417 frente a los $25.125 para las mujeres. La renta per cápita para la localidad era de $16.614. Alrededor del 21,8% de la población estaba por debajo del umbral de pobreza.